# Тодор Мирчев
Тодор Бонев Мирчев е български адвокат, кмет на Стара Загора в периода август – декември 1928 г.

## Биография
Роден през 1890 г. в Стара Загора. Завършва гимназия в родния си град, а след това учи в Юридическия факултет на Софийския университет. Взима участие в Балканската, Междусъюзническата и Първата световна война. Членува в Демократическия сговор. Умира през 1934 г.